# Малий тритон іспанський
Малий тритон іспанський (Lissotriton boscai) — вид земноводних з роду Малий тритон родини саламандрові.

## Опис
Загальна довжина досягає 7,5—10 см. Спостерігається статевий диморфізм: самиця більша за самця. Голова коротка. Мають розвинені привушні залози. Тулуб кремезний, без гребеня, на кінці сплощений. Шкіра суха та трохи бородавчаста. Пальці наділені плавальними перетинками. Виступ на кінчику хвоста у самців довший, ніж у самиць.
Забарвлення спини коливається від жовтого до оливково-коричневого кольору з темними плямами, які більше у самців, ніж у самиць. По боках проходять білуваті смуги. Черево й горло плямисті: від помаранчево-червоного до жовтуватого кольору. У самців яскрава пляма на кінчику хвоста.

## Спосіб життя
Полюбляє ліси, сільськогосподарські угіддя, пагорби, гірську місцину. Зустрічається до висоти 1500–1940 м над рівнем моря. Значний час проводить у водоймах. На суходолі перебуває лише влітку. Активний вночі. Живиться безхребетними та їх личинками.
Розмноження відбувається з листопада до липня. Парування проходить у воді. Самець робить перед самицею своєрідні рухи, що нагадують танок. Самиця відкладає на водні рослини від 100 до 240 яєць діаметром у 2 мм. Метаморфоз завершується наступного року.

## Поширення
Мешкає у Португалії, північно-західній, західній та центральній Іспанії.